# Villiers-Fossard
Villiers-Fossard is een gemeente in het Franse departement Manche (regio Normandië) en telt 465 inwoners (1999). De plaats maakt deel uit van het arrondissement Saint-Lô.

## Geografie
De oppervlakte van Villiers-Fossard bedraagt 8,5 km², de bevolkingsdichtheid is 54,7 inwoners per km².
De onderstaande kaart toont de ligging van Villiers-Fossard met de belangrijkste infrastructuur en aangrenzende gemeenten.

## Demografie
Onderstaande figuur toont het verloop van het inwonertal (bron: INSEE-tellingen).

1. ↑  Populations de référence 2022.